# آنکه برایت خواهد خواند
آنکه برایت خواهد خواند (اسپانیایی: Quién te cantará‎) یک فیلم درام اسپانیایی با هنرنمایی نایوا نیمری و اوا یوراک است که در سال ۲۰۱۸ منتشر شد. این فیلم نامزد دریافت ۷ جایزه گویا بود.

## گزیدهٔ بازیگران
- نایوا نیمری
- اوا یوراک
- کارمه الیاس
- ناتالیا د مولینا
- کارولینا یوسته
- لتیسیا دلرا
- خولیان بیاگران